# خوسه ویسکارا (بازیکن بسکتبال)
خوسه ویسکارا (اسپانیایی: José Vizcarra‎; ۱۶ مارس ۱۹۲۷ – ۱۳ سپتامبر ۱۹۷۶) بازیکن بسکتبال اهل پرو بود. وی در بازی‌های المپیک تابستانی ۱۹۴۸ شرکت کرده‌است.